# Center for Union Facts
Center for Union Facts (CUF) är en amerikansk intresseorganisation som är kritisk mot fackföreningar. Det är en av flera opinionsbildnings- och PR-grupper som grundades av Richard Berman, vars informationsbyrå i Washington, DC, Berman and Company, specialiserar sig på forskning, kommunikation och reklam. Washington Post beskriver CUF som "en del av en konstellation av ideella grupper som Berman skapade för att förmedla företagsbudskap."
CUF har beställt studier om arbetstagare och facklig organisering och har varit en viktig anhängare av lagstiftning som syftar till att begränsa fackföreningarnas inflytande, såsom lagen om arbetstagares rättigheter, samtidigt som de lobbat mot fackligt stödd lagstiftning som lagen om arbetstagares fria val. Den har placerat ut annonser runt om i USA som har varit kritiska mot fackföreningar. Dess representanter har medverkat i stora tv- och kabelkanaler för att diskutera arbetsmarknadsfrågor och har skrivit kommentarer i ledande tidningar och på nyhets- och opinionssajter.
Under senare år har CUF starkt poängterat nedgången i fackligt medlemsantal och den avtagande entusiasmen bland fackmedlemmar för organiserad representation. CUF har varit särskilt kritiska mot lärarfackföreningarna, som svar har startat kampanjer för att motverka CUF:s budskap.

## Annonser
CUF lanserades i februari 2006 via helsidesannonser i stora amerikanska tidningar, inklusive The New York Times, The Washington Post och The Wall Street Journal. I maj 2006 sände organisationen sin första tv-reklam. Det 30 sekunder långa inslaget, som visades på Fox News Channel och lokala marknader, innehöll "skådespelare som utgav sig för att vara arbetare" och sa "vad de 'älskar' med fackföreningar", som att betala avgifter, fackliga ledares "feta livsstilar" och diskriminering av minoriteter. Reklamkampanjen kostade 3 miljoner USD och samlades in "från företag, stiftelser och individer som Berman inte vill namnge".
En annan TV-reklam (som sändes på CNN och andra stationer) visar skådespelare som utger sig för att vara stora, kraftiga "fackliga ledare" som tränger sig in i en arbetares hem och "skrämmer" honom att gå med i facket. Professorn i arbetsmarknad och ekonomi Harley Shaiken sa att ansträngningen "att skapa en antifacklig atmosfär" mer generellt, i motsats till företagsfinansierad reklam mot en viss facklig organiseringskampanj eller strejk, "är en ny rynka". En talesperson för AFL-CIO kallade reklamens anklagelser "ogrundade och upprörande".
I augusti 2006 publicerade CUF en serie annonser i Montana, Oregon, Michigan och Nevada där de attackerade fackföreningar för offentliganställda. Det verkar som att detta kan ha varit kopplat till folkomröstningar i de stater som föreslog tak för offentliga utgifter.
CUF publicerade en annons 2008 där de noterade att Service Employees International Union hade varit den största bidragsgivaren till den korrupte Illinois-guvernören Rod Blagojevichs guvernörskampanj 2006, då han efter sitt val hade skrivit under statens första kontrakt någonsin med SEIU. Annonsen nämnde även SEIU:s donationer till Barack Obamas presidentvalskampanj 2008 och dess kopplingar till ACORN.

## Databas
CUF beskriver sig själva som att de "sammanställt den mest omfattande databasen med information om fackföreningar i USA. Databasen innehåller mer än 100 miljoner fakta, allt från grundläggande facklig ekonomi och ledarlöner till politisk verksamhet, strejker och otillbörliga arbetsmetoder och mycket mer. Uppgifterna kommer från olika lokala, statliga och federala myndigheter som spårar facklig verksamhet." Bland materialet som finns tillgängligt på webbplatsen finns information om olika fackföreningars ekonomi, politiska och lobbyverksamhet samt kriminell historia.

## Webbplatser
En sida på CUF:s webbplats förklarar hur man avcertifierar en fackförening, en process som arbetstagare kan välja att använda om de "inte längre vill att en fackförening ska representera dem – oavsett om det beror på att fackföreningen är odemokratisk, korrupt, våldsam eller helt enkelt oduglig".
Webbplatsen ger också information om tillgångar, antal anställda och antal medlemmar i flera dussin amerikanska fackföreningar, inklusive Teamsters, AFL-CIO, Writers Guild West och United Auto Workers.

### Laborpains.org
Dessutom publicerar CUF en blogg på laborpains.org som diskuterar nyhetsutvecklingar som involverar fackföreningar runt om i USA och arbetsrelaterad lagstiftning. I januari 2015, till exempel, behandlade bloggen åtalet mot tio personer anslutna till Ironworkers Local Union 401 (Philadelphia) i samband med "RICO-brott" inklusive "bränslet av ett kväkarmöteshus som byggdes av en icke-fackansluten entreprenör", gripandet av en facklig tjänsteman anklagad för fysiskt övergrepp mot poliser i New York, en obekräftad policyändring från Center for Media and Democracy när det gäller att ta emot fackliga donationer och den "radikala väg" som Detroits lärarfack har tagit.

### Andra webbplatser
CUF har skapat ett antal webbplatser som beskriver specifika fackföreningar i negativa termer, inklusive:
- teachersunionexposed.com
- seiuexposed.com
- subwayscam.com
- workercenters.com

## Media
Representanter för CUF har diskuterat frågor på Fox Business, CNN, CNBC och andra kabelnyhetsnätverk.

### Fackföreningarnas politiska aktivism
En artikel på NBC News om det höga fackliga engagemanget i valkampanjen 2012 citerade Justin Wilson från CUF, som sa att i en tid då arbetarrörelsen krymper ”arbetar fackföreningarna övertid för att försöka upprätthålla en viss grad av relevans inom Demokratiska partiet”. Även om ”folk med politisk makt försöker tona ner sin roll i ett val” som regel, ”bestämde sig fackföreningarna den här gången för att de ville telegrafera till administrationen att de spenderar mycket mer än administrationen förmodligen visste.”

## Åtgärder gällande lagstiftning

### Lagen om fritt val för anställda
Center for Union Facts var aktiva i kampen mot antagandet av Employee Free Choice Act, som skulle låta arbetstagare besluta om facklig anslutning genom att underteckna kort, utan arbetsgivarens vetskap, istället för att rösta hemligt.

### Lagen om arbetstagares rättigheter
I december 2011 lovade CUF att spendera 10 miljoner dollar på att främja den så kallade lagen om anställdas rättigheter, sponsrad av senatorn Orrin Hatch från Utah och kongressledamoten Tim Scott från South Carolina. ERA:s bestämmelser, skrev In These Times, ”är en antifacklig önskelista, inklusive begränsning av fackföreningars utgifter för 'icke-representation', förbud mot alla processer för fackligt erkännande utöver ett NLRB-val, och krav på att medlemmarna röstar vart tredje år om huruvida de ska eliminera sitt fackförbund.”
I en debattartikel som publicerades i The Washington Times i augusti 2012 förespråkade Berman Employee Rights Act, som han noterade ”ger garantier till fackmedlemmar i den privata sektorn att bestämma om deras medlemsavgifter används för politiska ändamål, även känt som 'löneskydd'”. Han noterade också att fackliga ledare hade ”delvis bojkottat Demokraternas nationella konvent” och var ilska över beslutet att hålla det i North Carolina, ”en rätt-till-arbete-stat som stolt är den minst fackligt organiserade i landet”.

### Scott Walker återkallningsinsats
CUF spelade en roll i att stödja Wisconsins guvernör Scott Walker mot den misslyckade försöken 2012 att återkalla honom i frågan om fackföreningar för offentliganställda. En talesperson för CUF sade i början av mars att de spenderade ”drygt en miljon dollar” på att visa TV-reklam i Wisconsin, och ”kan komma att göra mer under de kommande veckorna”. Efter kontroversen kring Walker avslöjade Berman ett internt dokument från Wisconsin Education Association Council som instruerade lärare i vad man ”gör” och ”inte gör” för att vinna allmänhetens sympati.

## Lärarfackföreningar
CUF driver en webbplats som heter AFTFacts.com, som syftar till att avslöja och motverka lärarfackföreningarnas försök att blockera reformer och förhindra att dåliga lärare avskedas. Webbplatsen innehåller även statistik från Organisationen för ekonomiskt samarbete och utveckling.
År 2008 anordnade CUF en landsomfattande tävling för de tio sämsta fackligt skyddade lärarna i Amerika. Amerikaner i åldern 13 år och äldre ombads att nominera kandidater. Över 600 nomineringar mottogs, och tio vinnare utsågs, som var och en ”erbjöds 10 000 dollar för att lämna yrket för alltid”. Ingen accepterade CUF:s erbjudande, och därför avslöjades inte vinnarnas namn, även om CUF publicerade detaljer om dem: en hade fängslats för att ha viftat med en pistol mot en snabbmatsservitris, en annan var en sexuell förövare, en tredje ”hade sex med två av sina manliga tonårsstudenter”. Målet med tävlingen ”var att illustrera hur svårt fackföreningarna har gjort det att bli av med dåliga lärare.”
I augusti 2010 publicerade CUF en annons i Washington, DC-området om Washington Teachers' Union (WTU). ”Lärarfacket i Washington D.C. har svikit våra barn, hållit på med politik och hotar nu med att stämma för att blockera de senaste framstegen”, stod det i reklamens berättarröst. Sarah Longwell från CUF sa att reklamkampanjen hade lanserats som svar på de senaste hoten från WTU om att stämma för att förhindra att dåliga lärare avskedas. ”Så fort vi såg att de hotade med att väcka talan tyckte vi att ett svar var nödvändigt”, sa Longwell.
Washington Post publicerade en artikel den 24 september 2014 med rubriken ”Center for Union Facts säger att Randi Weingarten förstör landets skolor”. Artikeln, av Lyndsey Layton, citerade ett utskick från CUF där Berman talade om den ”fruktansvärda inverkan” som Weingarten, ordförande för American Federation of Teachers, hade haft ”på Amerikas utbildningssystem”. Utskicket kallade Weingarten för ”en ondskefull individ” som var ”på ett korståg för att hindra skolreformen och skydda inkompetenta lärares jobb – de rötägg som dränerar så mycket av våra skatteresurser och saboterar föräldrars och omtänksamma lärares ansträngningar”.

## Artikeln iWashington Times
Washington Times publicerade en artikel 2012 om Berman och CUF, där man noterade Bermans önskan att ”ha en regelbunden omröstning” för att avgöra om fackmedlemmar, av vilka 90 procent aldrig haft chansen att rösta för eller emot organisering, faktiskt vill vara fackmedlemmar. CUF stödde lagen om arbetstagares rättigheter, som ”skulle kräva att arbetstagare omauktoriserar sina fackföreningar vart tredje år. Med en omröstning kunde de gå vidare med facket, upplösa det eller bilda ett nytt.” Berman argumenterade: ”Om en kongressledamot måste kandidera för omval vartannat år och presidenten vart fjärde år, varför skulle fackföreningarna i princip ges livstidsstatus i den arbetsstyrkan?” Hans större mål, sade Times, var att förändra ”det kulturella tankesättet gentemot arbetarrörelsen i Amerika.”

### Chicago Tribune-annons
I augusti 2012 vägrade Chicago Tribune att publicera en annons från CUF med motiveringen att den hade "rasistiska undertoner". Annonsen innehöll en berömd bild av George Wallace som blockerar en dörr vid University of Alabama, och sa att lärarfackföreningarna nu, liksom Wallace på den tiden, blockerar dörren till en verklig skolreform. Berman sa att ”annonsens budskap inte har något att göra med ras – bara med lärarfackföreningarnas ansträngningar att hindra elever från att få en bra utbildning.”
I en debattartikel som publicerades i The Wall Street Journal den 25 februari 2013 skrev Berman att många fackföreningar stödde en höjning av minimilönen eftersom dessa fackföreningar "knyter sina grundlöner till minimilönen" eller har anställningsavtal som föreskriver att "efter en höjning av minimilönen återupptar facket och arbetsgivaren löneförhandlingarna". Han tillade att sådana höjningar också "begränsar företagens möjlighet att anställa lågkvalificerade arbetare som gärna kan arbeta för lägre löner för att få erfarenhet", och därmed förhindrar "konkurrens från arbetare som kan hota fackliga jobb". Han citerade en studie från 2004 som visade att "lågavlönade fackanslutna arbetare vanligtvis ser en ökning av sysselsättning och förvärvsinkomst efter en obligatorisk löneökning", även om icke-fackanslutna minimilönearbetare upplever en "motsvarande minskning av jobb och förvärvsinkomst".

## Minskning i fackligt medlemskap
En ledare i Detroit News, publicerad den 30 januari 2015, tillskrev den utbredda nedgången i antalet fackligt medlemmar i USA till stor del "kvaliteten på fackliga tjänster" och citerade CUF:s uppfattning att fackföreningar är "vana vid monopolstatus och nu måste de hantera konkurrens". Ledaren uttryckte också instämmelse med CUF:s argument att "rätten till arbete inte betyder att fackföreningar måste ge upp i förtvivlan", vilket demonstreras av "effektiva fackföreningar i rätt-till-arbete-stater som Texas och Virginia", vilka "har omstrukturerats för att fokusera mer på medlemmarnas angelägenheter och mindre på ideologiska och politiska strider".
I en debattartikel i februari 2015 avfärdade Berman tanken att fackföreningar genomgick en renässans och uppgav att de snarare upplevde "ett tillfälligt uppsving tack vare en arbetsnämnd som fungerar som den juridiska grenen av AFL-CIO", även om arbetstagarnas intresse för facklig organisering var historiskt lågt. ”Även om fackföreningarna vägrar att erkänna det”, skrev han, ”är verkligheten att de anställda avvisar dem eftersom de fortfarande säljer samma retorik om industriell krigföring till en arbetsstyrka för vilken det inte längre är relevant. Det är som om Kodak fortfarande försökte sälja 35 mm-kameror i en tid av smartphones – de må ha varit populära och till och med nödvändiga vid ett tillfälle, men världen har gått vidare.” Han nämnde också ”den betydande (och växande) politiska klyftan mellan många nuvarande fackmedlemmar och deras ledningar: Medan ungefär 40 procent av fackmedlemmarna röstar republikanskt, ges upp till 99 procent av fackavgifterna som används för att stödja ideologiska organisationer till demokratiskt allierade vänstergrupper.”

## Kritik mot CUF
Chicago Tribune publicerade en artikel om kampanjen Tio värsta lärare, där de citerade Berman som sa att han ville "kickstarta en konversation" om det faktum att många barn "inte kan läsa eller räkna och ligger långt efter i naturvetenskap" och att många lärare "säger att deras kollegor inte är kompetenta att undervisa barn". Lärarfackföreningarna svarade med att kalla honom "en betald attackhund som inte vill avslöja finansieringskällorna för sitt arbete". Chuck Porcari från American Federation of Teachers sa: "[Berman] försöker göra sig påmind, men försvinner sedan ut i etern tills någon skriver ut en check till honom.... Lärare och allmänheten förtjänar att veta vem som finansierar denna insats. Vem betalar för att attackera lärare?" På liknande sätt sa AFT:s president Randi Weingarten, som svar på CUF:s ovan citerade kritik av henne 2014, att Berman "inte vill avslöja vem som finansierar hans insatser".
Efter att CUF publicerade en annons under Super Bowl 2012 där det stod att "Endast tio procent av de fackligt anslutna idag röstade faktiskt för att gå med i facket", kallade Glenn Kessler, författare till kolumnen "Fact Checker" i The Washington Post, detta för ett "nonsensfakta", med tanke på att de flesta anställda i fackligt anslutna företag gick med i dessa företag efter att företagen hade fackligt anslutit sig och aldrig har haft chansen att rösta om den statusen. Mark Hemingway från den konservativa Weekly Standard avvisade denna åsikt och noterade Kesslers erkännande att CUF:s anklagelse "kan vara tekniskt korrekt".

## Finanser

### Finansiering
År 2006 sa Berman att han hade samlat in cirka 2,5 miljoner dollar "från företag, branschorganisationer och individer", vilka han avböjde att namnge.
Sarah Longwell, taleskvinna för CUF, sa att "anledningen till att vi inte avslöjar anhängare är att fackföreningar har en lång historia av att rikta in sig på alla som motsätter sig dem, oavsett om det är på ett hotfullt sätt eller genom att driva kampanjer mot dem." Longwell är också kopplad till PETA Kills Animals-kampanjen, är listad som kommunikationschef för Center for Consumer Freedom, VD för American Beverage Institute, och taleskvinna för Indoor Tanning Association, som alla drivs av Berman & Co.
Återförsäljaren Wal-Mart har förnekat att de finansierat gruppen, men har sagt att de har en relation där de utbyter facklig information med Berman.

### Utgifter
Charity Navigator har uttryckt oro över den betydande andel av CUF-kostnaderna som går till Berman and Company, Richard Bermans PR-byrå. Charity Navigator uppgav att de anser att "en välgörenhetsorganisations praxis att anlita ett företag som ägs av välgörenhetsorganisationens VD för förvaltningstjänster är otypisk" och noterade att praxisen fortsatte under räkenskapsåren 2011 till och med 2014.